# ヴァイエ
ヴァイエ（伊: Vaie）は、イタリア共和国ピエモンテ州トリノ県にある、人口約1,400人の基礎自治体（コムーネ）。

## 地理

### 位置・広がり

#### 隣接コムーネ
隣接するコムーネは以下の通り。
- キウーザ・ディ・サン・ミケーレ
- コアッツェ
- コンドーヴェ
- サンタントニーノ・ディ・スーザ

## 行政

### 分離集落
ヴァイエには、以下の分離集落（フラツィオーネ）がある。
- Folatone, la Mura, Molè